# هيلين كالاغان
هيلين كالاغان (بالإنجليزية: Helen Callaghan)‏ هي لاعب كرة قاعدة أمريكية، ولدت في 13 مارس 1923، وتوفيت في 8 ديسمبر 1992 بسبب سرطان الثدي.